# Clavichorema pillimpilli
Clavichorema pillimpilli là một loài Trichoptera trong họ Hydrobiosidae. Chúng phân bố ở vùng Tân nhiệt đới.
- Tư liệu liên quan tới Clavichorema pillimpilli tại Wikimedia Commons